# Język amahai
Język amahai (a. amahei), także koako – wymierający język austronezyjski z prowincji Moluki w Indonezji, używany przez grupę ludności na wyspie Seram. W 1987 roku posługiwało się nim 50 osób (według danych Summer Institute of Linguistics).
Społeczność ta zamieszkuje cztery wsie w południowo-zachodniej części wyspy Seram, w pobliżu miasta Masohi. Są to miejscowości: Amahei, Soahuku, Ruta i Makariki. Dzieli się na dialekty: makariki, rutah, soahuku. Jest blisko spokrewniony z językiem nusa laut.
Dane z lat 80. XX w. sugerują, że jest prawie wymarły. Już wtedy jego znajomość ograniczała się do przedstawicieli najstarszego pokolenia. Znalazł się pod naciskiem lokalnego malajskiego oraz języka indonezyjskiego. Do lat 80. zachował się w muzułmańskiej wsi Ruta, ale również tam był wypierany przez malajski amboński. We wsiach chrześcijańskich ma nie więcej niż 10 użytkowników.
W 1998 roku Dirk (Dede) Tamaela, rodzimy użytkownik tego języka przebywający w Holandii, sporządził materiały do nauki języka amahai. W książce zawarto skrótowy opis gramatyki oraz zbiór słownictwa i dialogów. Proponowane przez autora określenie „koako” zostało wzięte od nazwy przylądka.